# Chrysler Fifth Avenue
Торговая марка Fifth Avenue использовалась Chrysler Corporation для самых крупных моделей с 1979 до 1993 гг.

## Начало
Название «Пятая Авеню» было выбрано в честь улицы в городе Нью-Йорк штата Нью-Йорк в США. На ней расположено множество высококлассных магазинов и культурных достопримечательностей. Впервые это название было использовано для модификации седана Chrysler New Yorker. Это поколение Крайслеров, хоть и стало чуть меньше рекордных размеров поколений 1970-х годов, но всё ещё было оснащено двигателем V8 и задним приводом. При заказе комплектации New Yorker Fifth Avenue Edition покупатель получал автомобиль в двухцветном бежевом исполнении с кожаным интерьером. Была стандартная виниловая крыша ландо и несколько необычных оперных окон, которые открывались с задними дверями. Пакет был настолько полностью с цветовой кодировкой, что даже полосы трения бампера были бежевыми. Этот кузов сохранялся в течение трёх лет, хотя дополнительные цвета для Пятой Авеню были добавлены в 1980 и 1981 года прошлого столетия. В 1980 пакет Fifth Avenue был создан в ASC (American Sunroof Corporation) для Chrysler LeBaron, который разделил платформу Chrysler M с Dodge Diplomat. Этот пакет с редкой опцией, произведённый на 654 LeBarons в течение года, включал многие из внешних особенностей, найденных на New Yorker Fifth Avenue в меньшем, но более заметном пакете.

## Первое поколение
После прекращения производства R-кузова и передачи названия LeBaron платформе Крайслер K, New Yorker был снова уменьшен в 1982 г., став моделью среднего размера. Опция Пятой Авеню всё ещё была доступна как пакет опций за $1244. Он был адаптирован от пакета более раннего LeBaron, с отличительной винильной крышей, электролюминесцентными оперными лампами и задней панелью, адаптированной от Dodge Diplomat, хотя изменённой. Интерьеры представляли мягкие места с кнопками, покрытые или «бархатом Кимберли», или «коринфской
кожей», выбор которых оставался неизменным по всему автомобилю, ковры были более плотные, а интерьер имел больше хромовой отделки. Один вариант Fifth Avenue также включал освещённый вход, стерео AM/FM с задним усилителем, мощные дверные замки, управление местом водителя в 6 режимах, антенну электропитания, отдалённое открытие багажника, двойные боковые зеркала, полное подпокрытие, пассажирское зеркало, ленточные полосы, блокирующие проводные колёсные покрытия, так же как и стандартный двигатель V-8 (318). 1982 можно считать первым годом, когда купе и фургон с М-кузовом больше не изготавливались, и последним годом для дополнительного стерео AM/FM с 8 треками и стерео AM/FM с интегрированным CB. Внешность Fifth Avenue Edition New Yorker можно опознать у обычного New Yorker по следующим деталям: оперные огни, полосы на капоте и значки Fifth Avenue Edition на крыше.
В 1983 г. New Yorker и Fifth Avenue разошлись. New Yorker всё же снова был уменьшен и стал переднеприводным автомобилем, оборудованным двигателем с четырьмя цилиндрами.
Предыдущий автомобиль теперь назвали New Yorker Fifth Avenue, это стал последним годом М-кузовов, сделанных в Канаде, и последним годом для дополнительной коробки «Chronometer» с установленными часами, 1983 был также последним годом предложения двигателя 225 Slant-six, так же как и всего аналого-настроенного радио и педалей с хромовой отделкой.
В 1984 его просто назвали Fifth Avenue. Заднеприводный Fifth Avenue продолжил существовать в течение шести успешных лет и оказался последним Chrysler с V8 и задним приводом, пока Крайслер 300 не был восстановлен в этой конфигурации в 2005 г. Все Fifth Avenue с 1984 до 1989 были оснащены 5.2 L (318 in³) V8 двигателем, в паре с известной у Крайслера автоматической трансмиссией Torqueflite. Модель 1988 г. с 5.2 производила 140 л.с. и 265tq.
Хотя требуется обученный глаз, чтобы охватить изменения в М-кузове Fifth Avenue, за шесть лет произошло немногое:
- 1984 — Значок New Yorker заменён значком Fifth Avenue на крышке багажника; значок «Fifth Avenue Edition» есть и на задних дверях, изменено рулевое колесо. Правильный Pentastar был заменён на кристальный и теперь использовался на капоте и рулевом колесе, где продолжается до конца существования модели. Ручки дворника теперь стали чёрными (вместо серебряных). Блоки двигателя также были окрашены в чёрный (предыдущие были окрашены в светло-синий). Дополнительные 10 спиц из сплава «Road Wheels» были заменены новыми дополнительными колёсами из сплава «Snowflake»;

- 1985 — Представлена новая чёрная кнопка переключения передач (модели 1982—1984 имеют хромированные кнопки). Рычаг сигнала поворота теперь также чёрный (у моделей 1984 и ниже ключевым был цвет интерьера) за исключением моделей с двухцветной расцветкой;
- 1986 — Ключ зажигания нового стиля и высокоустановленная лампа остановки в центре (последний федеральный мандат). Модели с двумя расцветками имели более низкие линии крыши. Значок/переводная картинка на капоте изменилась с хромированной звезды Chrysler на чистый пластмассовый Chrysler Star;
- 1987 — Предложены новое рулевое колесо, колёса из сплава последнего года, двухцветная расцветка и задний стереоусилитель. Также последний год для настилки ковров глубокой ворса на 17 унций и последний год, когда переключатель радио, фар и контроль климата были серебряными;
- 1988 — Виниловая крыша перестилизована; нижний край покрытия парусной панели расширен ниже хромового порога окна. Значок «Fifth Avenue Edition» заменён кристальным Pentastar, окружённым золотым венком. Боковое место водителя теперь имеет ручное глубокое кресло (предыдущие модели имели устройства регулировки с 6 режимами, но без глубокого кресла). Передние подголовники стали более мягкими. Панели дверей перестилизованы, а новые зеркала оставили стандартными. Верхняя консоль стала доступной. Боковая воздушная подушка водителя стала дополнительной в мае этого года;
- 1989 — Подушка безопасности для водителя стандартна. В своё время Fifth Avenue (так же как и его близнецы с М-кузовом) был одним из единственных автомобилей, которые предлагали подушку безопасности с наклоном рулевого колеса.

### Производство и цены
| Год  | Выпущено, тыс. шт | Стоимость, тыс. $ |
| ---- | ----------------- | ----------------- |
| 1983 | 83,501            | 12,487            |
| 1984 | 79,441            | 13,990            |
| 1985 | 109,971           | 13,978            |
| 1986 | 104,744           | 14,910            |
| 1987 | 70,579            | 15,422            |
| 1988 | 43,486            | 17,243            |
| 1989 | 26,883            | 18,345            |

## Второе поколение
1990 г. ознаменовался возвращением предыдущего отношения между New Yorker и Fifth Avenue, поскольку Fifth Avenue стал моделью New Yorker. Новый Fifth Avenue был также на сей раз классифицирован как полноразмерная модель; несмотря на то, что был меньше чем первое поколение. Однако было некоторое независимое различие, ибо New Yorker Fifth Avenue использовал немного более длинное шасси, чем стандартный автомобиль.
Покрытые кожей автомобили имели логотип Mark Cross на сидениях и, внешне, на эмблеме, приложенной к очищаемой алюминиевой полосе перед оперными окнами задних дверей.
В этой форме он напоминал недавно восстановленный Chrysler Imperial, хотя некоторое весьма необходимое различие было представлено между автомобилями, когда Fifth Avenue (наряду со своим New Yorker Salon) получил перестилизованный, округлённые перед и зад для модели 1992 года, в то время как Imperial продолжал свою оригинальную чётко выровненную форму.
Название Fifth Avenue прекратили использовать в конце 1993 года, когда New Yorker заменили, сначала Chrysler Concorde, а затем перепроектировали в более длинный и аэродинамичный 1994 New Yorker.

### Базовые цены
1990 — $21020, 1991 — $20875, 1992 — $21874, 1993 — $22,048.